# グローブシップ
グローブシップ株式会社（英: GLOBESHIP Corporation）は、東京都港区芝に本社を置く日本のビルメンテナンス会社。2015年に株式会社ビル代行とその子会社となっていた日本ビルサービス株式会社が合併して設立された。

## 沿革
- 1952年（昭和27年） - 日本不動産管理株式会社が発足
- 1953年（昭和28年）10月2日 - 株式会社ビル清掃が発足（創業）
- 1957年（昭和32年） - 日本不動産管理が日本ビルサービス株式会社設立に合流
- 1962年（昭和37年） - ビル清掃が商号をビル管理代行に変更
- 1964年（昭和39年） - ビル管理代行が商号をビル代行に変更
- 1980年（昭和55年）9月 - ビル代行原子力本部を分社化、株式会社原子力代行を設立
- 1997年（平成9年） - 日本ビルサービスがISO 14001を取得
- 1998年（平成10年） - ビル代行がISO 9001を取得
- 2002年（平成14年） - 日本ビルサービスがISO 9001を取得
- 2005年（平成17年） - ビル代行が日本ビルサービスを完全子会社化
- 2015年（平成27年）
  - 4月1日 - ビル代行と日本ビルサービスが合併し、グローブシップ株式会社設立
  - 5月1日 - 日東カストディアル・サービス株式会社の全株式を取得し連結子会社化
- 2018年（平成30年）4月2日 - 株式会社ビル代行サービスの全株式を取得し連結子会社化

## 事業内容
- ビルメンテナンスサービス
  - 設備管理業務
  - 清掃業務
  - 警備保安業務
  - ビル遠隔集中管理業務
- FMソリューションサービス
  - FMコンサルティング
  - ビジネスサポートサービス
  - エネルギーマネジメント業務
  - PMサポート業務
- 工事業務
- マンション管理業務
- PFI・指定管理者関連業務
- 海外事業

## 事業所
- 本社：東京都港区
- グローブシップ研修センター：千葉県柏市
- 札幌支店：北海道札幌市中央区
- 仙台支店：宮城県仙台市青葉区
- 宇都宮支店：栃木県宇都宮市
- 群馬支店：群馬県前橋市
- 埼玉支店：埼玉県さいたま市大宮区
- 西東京支店：東京都国立市
- 横浜支店：神奈川県横浜市西区
- 名古屋支店：愛知県名古屋市中村区
- 大阪支店：大阪府大阪市北区
- 広島支店：広島県広島市南区
- 福岡支店：福岡県福岡市博多区

## 関連会社
- 株式会社アトックス
- 日東グローブシップ・カストディアル・サービス株式会社
- 山梨グローブシップ株式会社
- 茨城グローブシップ株式会社
- 千葉グローブシップ株式会社
- 石川グローブシップ株式会社
- グローブシップ総合管理株式会社
- グローブシップクリーンサービス株式会社
- グローブシップ警備株式会社
- ディー・エイチ・シー・サービス株式会社
- グローブシップ・ソデクソ・コーポレートサービス株式会社
- TAG O&Mサービス株式会社
- 上海環月物業管理有限公司
- 株式会社保全エージェンシー
- 株式会社エフ・ティ・サービス
- 株式会社エフ・ティ販売